# Буастар, Паскаль
Паскаль Буастар (фр. Pascale Boistard) — французский политик, бывший государственный секретарь и депутат Национального собрания Франции, член национального бюро Социалистической партии.

## Биография
Родилась 4 января 1971 г. в Мон-де-Марсане (департамент Ланды). Обучалась в Университете Париж — VIII, получила степень магистра в области политологии, специализируется на европейских политических институтах. В 1997 году вступила в Социалистическую партию.
Работала помощником депутата Национального собрания от Социалистической партии Гаэтана Горца. В 2004 году была включена в список социалистов на выборах в Европейский парламент от региона Иль-де-Франс. На конгрессе Социалистической партии в Ле-Мане в 2005 году выступила с лозунгом «народное образование для сознательных граждан». В ноябре 2005 года стала членом национального бюро Социалистической партии, а в сентябре 2007 года — заместителем национального секретаря партии. На муниципальных выборах 2008 году прошла по списку социалистов в городской совет Парижа от 11-го округа и заняла пост вице-мэра по вопросам интеграции.
В декабре 2008 года на конгрессе в Реймсе новый лидер Социалистической партии Мартин Обри назначила Буастар национальным секретарем по организационным вопросам и членству в партии.
На выборах в Национальное собрание 2012 г. стала кандидатом социалистов по 1-му избирательному округу департамента Сомма и одержала победу, получив 59,14 % голосов.
6 декабря 2016 года назначена государственным секретарём по делам престарелых в правительстве Казнёва.
На выборах в Национальное собрание 2017 г. Паскаль Буастар снова была кандидатом социалистов по 1-му избирательному округу департамента Сомма, но заняла только пятое место, получив в 1-м туре 7,06 % голосов, и мандат депутата не сохранила. Во втором туре поддержала радикального левого кандидата Франсуа Рюффена.

## Занимаемые должности
17.03.2008 — 08.07.2012 — вице-мэр Парижа 

20.06.2012 — 26.09.2014 — депутат Национального собрания Франции от 1-го избирательного округа департамента Сомма 

28.08.2014 — 11.02.2016 — государственный секретарь по делам женщин во 2-м правительстве Мануэля Вальса

11.02.2016 — 10.05.2017 — государственный секретарь по делам престарелых во 2-м правительстве Мануэля Вальса и правительстве Бернара Казнёва 

18.06.2017 — 20.06.2017 — депутат Национального собрания Франции от 1-го избирательного округа департамента Сомма 